# 名古屋市立工業高等学校
名古屋市立工業高等学校（なごやしりつこうぎょうこうとうがっこう）は、愛知県名古屋市中川区北江町にある公立の工業高等学校である。通称は名市工。

## 沿革
- 1936年（昭和11年） - 市立機械専修学校が開校（実業補習学校）。
- 1939年（昭和14年） - 市立航空工業学校が開校。
- 1943年（昭和18年） - 機械専修校を実業学校に転換、市立機械工業学校に。
- 1945年（昭和20年） - 市立航空工が市立明徳工業学校と改称。
- 1948年（昭和23年）
  - 4月1日 -  学制改革で市立機械工は市立八剣工業高等学校、市立明徳工は市立明徳工業高等学校に。
  - 10月1日 - 八剣工と明徳工が合併して市立工業高等学校に。
- 1950年（昭和25年） - 市立西陵高校の工業系学科の生徒を受け入れ。

## 学科・コース
各コースは3年生からのカリキュラムである。
機械科
- 設計コース
- 制御コース
- 匠コース

電子機械科
- メカニクスコース
- エレクトロニクスコース

自動車科
- メカニックコース
- リペアコース
- デザインコース

電気科
- 電気システムコース
- 電子システムコース

情報技術科
- bitコース
- ccコース

環境技術科
- 分析コース
- システムコース

## 学校行事（全日制）
- 4月 - 入学式、始業式、校外学習（1年）
- 5月 - 県工研総合競技大会
- 6月 - 自然に親しむ会
- 7月 - 球技大会、終業式
- 9月 - 始業式、学校祭、体育祭、就職試験開始
- 10月 - 中学生体験見学会
- 11月 - 職業適性検査、インターンシップ（2年）、芸術鑑賞会
- 12月 - 終業式
- 1月 - 始業式、校外学習（2年）
- 3月 - 卒業式、球技大会

## 部活動
太字は定時制にも設置されている部。

### 運動部
特にハンドボール部は、1970年代から各種大会上位の常連。
- 野球
- 硬式野球
- 軟式野球
- バスケットボール
- サッカー
- ラグビー
- バレーボール
- ハンドボール
- バドミントン
- 陸上競技
- 剣道
- 柔道
- ゴルフ
- ワンダーフォーゲル
- ソフトテニス
- テニス
- 体操
- 卓球

### 文化部
- 化学
- コンピュータ同好会
- 放送
- 映画研究
- 漫画研究
- ジャズバンド
- 鉄道模型
- 自動車
- 写真
- JRC
- 美術
- ロボット
- 家庭科
- ギター同好会
- 文芸同好会
- 模型同好会
- 囲碁・将棋同好会
- 機械研究同好会

## 周辺
- 名古屋市立昭和橋中学校
- 名古屋東中島郵便局

## 交通
- 名古屋臨海高速鉄道あおなみ線 中島駅から徒歩で約4分。
- 名古屋市営バス「市立工業高校」バス停留所から徒歩で約5分。

## 出身者
- ウルティモ・ドラゴン
- もりせいじゅ